# Política ambiental do governo de Joe Biden
Previa-se que as políticas ambientais do governo Joe Biden seria caracterizada como um retorno à política do governo Obama de uma simples tentativa da redução das emissões de carbono com o objetivo de conservar o meio ambiente para as futuras  gerações A principal meta da política climática é a de atingir a emissão líquida zero de gases de efeito estufa até 2050. Todavia, segundo uma comunicação enviada ao governo Biden por um grupo de jovens ativistas do clima, retornar à política do presidente Obama e tentar alcançar a neutralidade de carbono até 2050 não será uma medida suficiente para estabilizar as mudanças climáticas.
Joe Biden classificou as mudanças climáticas como uma ameaça gravíssima, uma concepção  amplamente apoiada pela comunidade científica.
Prevê-se que a política ambiental do governo Joe Biden inclua fortes medidas de combate às mudanças climáticas em diferentes setores da economia. Muitos dos indicados para cargos importantes na administração já haviam participado da implementação das medidas anteriormente propostas. A cooperação do Congresso com o Governo Biden aumenta as chances de aprovação da legislação ambiental. Parte dessa política será a realização de pressão sobre outros países buscando reduzir as emissões mediante financiamentos ou imposição de tarifas. John Kerry liderará os esforços como Enviado Especial para o Clima.
O plano de ações relacionadas ao clima de Biden mudou significativamente ao longo do ano 2020. No início foi criticado por muitos grupos ambientalistas. Biden consultou muitos deles principalmente através a Força-Tarefa Biden-Sanders e incluiu muitas dessas recomendações em seus planos, tendo, recebido após tais mudanças, muito apoio político.
A administração estabeleceu como meta atingir zero emissões de gases de efeito estufa no setor da energia até o ano de 2035. O setor de transporte é o maior emissor de gás carbônico nos Estados Unidos e torna-se imperativa a transição em grande escala para um transporte livre de carbono com vistas a reduzir as emissões desse poluente. Outros setores com emissões consideráveis são a agricultura e a construção civil. A longa demora nas ações de combate às mudanças climáticas tem dificultado o cumprimento das metas por parte do governo sem um cronograma de rápida efetividade.
Biden prometeu antes da eleição, dar a todas as cidades com população acima de 100.000 habitantes bons transportes públicos e opções de transporte de baixo carbono. O secretário de transportes de sua gestão, Pete Buttigieg, deve trabalhar para o cumprimento dessas metas. Biden planeja aumentar o uso do transporte "carbono zero", incluindo bicicletas e caminhadas.
O plano climático de Biden inclui um forte aumento nos investimentos no setor da construção ambientalmente responsável, também chamada de greenbuilding ou construção verde, em tradução literal. De acordo com o plano, 4 milhões de prédios nos Estados Unidos devem ser reformados e 2 milhões impermeabilizados em cerca de 4 anos. Espera-se que isso crie mais de um milhão de empregos verdes (ambientalmente responsáveis e com preocupações de cunho ecológico). e mais de milhão de edifícios sustentáveis devem ser construídos.
A meta final do governo é zerar a emissão de gás carbônico nos Estados Unidos até o ano de 2050.

### A Equipe do Governo Biden
Joe Biden nomeou uma série de servidores públicos com grandes preocupações relacionadas às mudanças climáticas e com considerável experiência no assunto para cargos importantes. Os seguintes nomes são freqüentemente chamados de "equipe climática do governo Biden":
| Escritório                                           | Nome              | Currículo |
| ---------------------------------------------------- | ----------------- | --- |
| Conselheiro Nacional do Clima                        | Gina McCarthy     | Administrador da Agência Ambiental dos Estados Unidos (EPA) durante o Governo Obama e consultor ambiental de 5 governos estaduais |
| Enviado Especial para Mudanças Climáticas            | John Kerry        | Ex-secretário de Estado, ajudou a formar o Acordo de Paris e assinou esse como representante dos Estados Unidos                   |
| Secretário de Energia                                | Jennifer Granholm | Ex-governador do estado do Michigan, defendeu o uso de energia renovável e a criação de empregos                                  |
| Secretário do Interior                               | Deb Haaland       | Co-patrocinador da iniciativa Green New Deal                                                                                      |
| Administrador de Agência de Proteção Ambiental (EPA) | Michael Regan     | Gestor ambiental da Carolina do Norte                                                                                             |
| Diretor do Conselho de Qualidade Ambiental           | Brenda Mallory    | Coordenador de projetos ambientais durante o governo Obama e advogado atuante na área ambiental                                   |
| Conselheiro Adjunto Nacional do Clima                | Ali Zaidi         | Ex-funcionário do Gabinete de Gestão e Orçamento e advogado com foco em sustentabilidade e mudanças climáticas                    |

### 2021

#### Ações internas
Durante a sua posse, Biden disse: “De nosso  próprio planeta vem um grito pela sobrevivência, um grito claro e desesperado".  Em suas primeiras horas no cargo, em 20 de janeiro de 2021, o presidente Biden assinou uma ordem executiva que fez os Estados Unidos retornarem ao Acordo Climático de Paris . Ele também recomendou o retorno à política climática chamada de “custo social do carbono”, ou seja, ao calcular quanto custará uma ação do governo, nesse cálculo deverão estar incluídos os impactos  ambientais que possam ser evitados em decorrência dessa medida. Essas normativas foram bem recebidas por grupos ambientalistas e pela União de Cientistas Preocupados.
O presidente Biden também interrompeu o desenvolvimento do oleoduto Keystone por meio de uma ordem executiva, além de orientar as agências do governo a revisar e reverter mais de 100 ordens administrativas ambientais do governo de Donald Trump.
Biden tomou algumas medidas para melhorar a relação entre a ciência e as políticas de sua gestão, inclusive em questões ambientais. Realizou o aprimoramento de estudos ambientais de grandes projetos antes da aprovação dos mesmos, de acordo com a Lei de Política Ambiental Nacional, melhorando o desenvolvimento das atividades da Agência de Proteção Ambiental americana, restabelecendo um órgão científico para calcular o custo social dos gases de efeito estufa (não apenas do gás carbônico). O Presidente também ordenou a suspensão da perfuração de petróleo e gás no Refúgio Nacional de Vida Selvagem do Ártico. Também ordenou que fossem incluídas as considerações e opiniões dos povos indígenas no processo de licenciamento ambiental desses projetos. Outra medida de Biden foi ter dado início ao processo de instalação de padrões para emissões de metano .
Uma semana após tomar posse, Biden assinou várias ordens para combater as mudanças climáticas e proteger o meio ambiente. Ele ordenou ao Secretário do Interior que realizasse a suspensão de novas perfurações de petróleo e gás em terras federais e nos corpos hídricos e que revisse todos os projetos existentes. Outro pedido estabelece a meta de proteger cerca de 30% das terras e recursos hídricos dos Estados Unidos até o ano 2030. A mesma ordem deu início à elaboração de um plano de financiamento climático e de uma meta climática para os Estados Unidos. Biden também assinou um memorando presidencial para evitar pressões políticas sobre cientistas.
Como Biden considera as mudanças climáticas como um problema com sérios impactos para a segurança nacional, ele ordenou que o diretor de inteligência nacional, Avril Haines, preparasse um relatório sobre esses impactos. Por considerar que as mudanças climáticas têm um grande impacto na política externa, ele incluiu John Kerry - o Enviado Especial sobre o Clima - no Conselho de Segurança Nacional. Ele criou uma Força-Tarefa Nacional do Clima "composta por funcionários de 21 agências e departamentos federais" e um Escritório específico dentro da Casa Branca para tratar sobre a Política Climática interna dos Estados Unidos da América . Biden disse: "Na minha opinião, já esperamos muito tempo para lidar com a crise climática e não podemos mais perder tempo. Nós vemos com nossos próprios olhos e sentimentos dentro de nós que é momento de agir".  Ele também mencionou que a ação climática está vinculada a outros aspectos de sua agenda, como saúde, emprego e segurança.
Biden também ordenou a duplicação da quantidade de energia éolica produzida a partir de turbinas eólicas em corpos hídricos até o ano de 2030.
No mesmo dia, Biden ordenou o fim de todos os subsídios aos combustíveis fósseis. Além disso, deu ordens para se iniciasse um processo para tornar o setor energético do Estados Unidos completamente livre de combustíveis fósseis até o ano de 2035 e garantir que todos os veículos federais sejam elétricos. O presidente exigiu o aumento da produção de energia renovável em terras federais e em corpos hídricos e para criar um grupo de funcionários civis com competências específicas relacionadas ao Clima, chamado de "Corporação Civil do Clima", para responsabilizar as empresas de combustíveis fósseis pela reparação de erros que causem danos ambientais. Para garantir a justiça ambiental, ordenou que 40% de todos os investimentos climáticos sejam encaminhados às comunidades mais vulneráveis e criou um órgão especial para tratar do assunto: o Conselho Interinstitucional de Justiça Ambiental da Casa Branca.
Dois grupos ambientalistas endereçaram uma petição a Joe Biden, pedindo que ele tome  medidas para salvar a abelha americana da extinção. A população dessa espécie nos Estados Unidos diminuiu cerca de 89% devido a "ameaças incluindo perda de habitat, pesticidas, doenças, mudanças climáticas, competição com abelhas e perda da diversidade genética".
Em fevereiro de 2021, Biden emitiu uma ordem normativas para iniciar o processo de identificação de refugiados do clima e encontrar formas de ajudar essas pessoas.
O Secretário-Geral das Nações Unidas parabenizou Biden, lembrando que com a adesão dos Estados Unidos ao acordo, os países responsáveis por dois terços das emissões globais de GEE farão promessas de se tornarem neutros em carbono e sem os Estados Unidos será apenas a metade. O Presidente da França Emmanuel Macron parabenizou Biden dizendo 'Bem-vindo de volta ao Acordo de Paris!'
John Kerry, o Enviado Especial para Mudanças Climáticas do Governo Biden, disse que a promessa climática da China de zerar suas emissões até 2060 "não é boa o suficiente". O governo Biden está solicitando ao governo da China que melhore essa proposta.
Biden estaria planejando convocar uma cúpula do clima global no Dia da Terra em 22 de abril de 2021. A cúpula deverá encorajar os líderes globais a intensificarem seus compromissos, para que articulem suas políticas nacionais com as recomendações científicas relacioandas às mudanças climáticas. Os Estados Unidos não têm uma planificação nacional específica oficial de ações relacionadas ao Acordo do Clima, pois, até bem pouco tempo, o país esteve afastado do Acordo de Paris. Um síntese desse plano será possivelmente  apresentada no momento da cúpula. Especialistas disseram que para limitar o aumento da temperatura de forma adequada, os Estados Unidos deveriam reduzir as emissões de GEE (gases de efeito estufa) em aproximadamente 50% em relação ao nível de 2005 até o ano de 2030.
Uma semana depois de Biden se tornar presidente, foi iniciado o processo de criação de um plano especial para ajudar financeiramente os países de baixa renda na mitigação e na adaptação às mudanças climáticas.
Diversas organizações ambientais e cientistas aprovaram as decisões de Biden referentes às mudanças climáticas ainda no primeiro dia de sua presidência. As decisões tomadas uma semana após a posse de Biden foram favoravelmente recebidas por grupos ambientalistas, como o Conselho de Defesa dos Recursos Naturais, o Movimento Sunrise e parcialmente pela Rede Ambiental Indígena. A Western Energy Alliance, grupo favorável a exploração de óleo e gás, entrou com uma ação judicial contra a decisão de limitar a concessão de novas licenças para perfuração de petróleo e gás em terras e corpos hídricos federais, enquanto a Rede Ambiental Indígena disse que a decisão da Western Energy Alliance em promover uma demanda judicial contra o governo não alcançará os resultados pretendidos.
Alguns criticaram as políticas ambientais de Biden sugerindo que tais políticas gerariam a redução dos empregos. O próprio Biden rebateu e afirmou com clareza que suas políticas vão de fato criar empregos. Outros também sugeriram que a proibição de  perfurações de novos poços petróleo e gás em terras públicas não reduziria as emissões de gases de efeito estuda, pois menos da metade das licenças de perfuração existentes seriam realmente utilizadas. Da mesma forma, Biden também ordenou uma revisão das atuais licenças concedidas.
De acordo com Eric Schwartz, presidente da Refugees International, as ações de Biden relacioandas aos migrantes climáticos são “o mais abrangente compromisso com políticas e práticas esclarecidas” desde que o moderno sistema de refugiados dos Estados Unidos foi criado há mais de quatro décadas."